# Matthé Pronk
Matthé Pronk (Warmenhuizen, 1º luglio 1974) è un ex ciclista su strada ed ex pistard olandese, professionista dal 1998 al 2012. In carriera colse numerose vittorie, fra cui la Druivenkoers e la Nokere Koerse, entrambe nel 2003; ottenne anche importanti piazzamenti come il terzo posto all'Omloop Het Volk 2001 e al Giro del Piemonte dello stesso anno.

## Palmarès

### Strada
- 1997 (dilettanti)

1ª tappa Tour de la Région wallonne (Liegi > Aubel)
1ª tappa Étoile du Brabant (Bladel > Bladel)
Classifica generale Étoile du Brabant
2ª tappa Tour de la province de Liège (Huy > Huy)
Classifica generale Tour de la province de Liège
- 1998 (dilettanti)

5ª tappa Circuit des mines (Jœuf > Metz)
Classifica generale Olympia's Tour
Internationale Wielertrofee Jong Maar Moedig
Tour du Limbourg
- 2002 (Rabobank, una vittoria)

Grote Prijs Stad Zottegem
- 2003 (Bankgiroloterij Cycling Team, tre vittorie)

Nokere Koerse
GP Frans Melckenbeeck
Druivenkoers
- 2004 (Bankgiroloterij Cycling Team, una vittoria)

Noord-Nederland Tour

#### Altri successi
- 2006 (Unibet.com)

Wanzele (Criterium)

### Pista
- 1996

Campionati olandesi, scratch
- 2003

Campionati olandesi, corsa a punti
Campionati olandesi, americana (con Jos Pronk)
Campionati olandesi, derny
- 2007

Campionati europei, derny
- 2008

Campionati europei, derny
- 2011

Campionati olandesi, mezzofondo
- 2012

Campionati olandesi, mezzofondo

## Piazzamenti

### Grandi giri
- Giro d'Italia

2000: 110º
- Vuelta a España

2001: 56º
2009: 124º

### Classiche monumento
- Giro delle Fiandre

2000: 76º
2001: 57º
2002: 68º
2003: 45º
2005: 95º
2006: ritirato
2007: 115º
2008: ritirato
- Parigi-Roubaix

2000: 61º
2001: 28º
2002: 28º
2005: 43º
2006: 109º
2008: 44º
- Liegi-Bastogne-Liegi

2005: ritirato
2006: ritirato

### Competizioni mondiali
- Campionati del mondo

Plouay 2000 - In linea: 105º
Lisbona 2001 - In linea: 94º
Hamilton 2003 - In linea: ritirato